# L'Incal
L’Incal est une série de bande dessinée de science-fiction française scénarisée par Alejandro Jodorowsky et dessinée par Mœbius. Sa publication a débuté en décembre 1980 dans Métal hurlant et ses six albums ont été publiés entre 1981 et 1988 par Les Humanoïdes associés sous le titre Une Aventure de John Difool. L'étude officielle de Jean Annestay Les Mystères de l'Incal, publiée en 1989, contient une dernière histoire inédite. À partir de 1998, le titre de la série est devenu L'Incal. En 2003-2004, l'ensemble de la série a fait l'objet d'une nouvelle colorisation informatique par Valérie Beltran. Le succès de cette série a conduit Jodorowsky à développer après sa conclusion l'univers de l'Incal à travers une demi-douzaine de nouvelles séries en collaboration avec différents dessinateurs.

## Univers

### Synopsis
Dans un futur éloigné et dystopique, le détective privé John Difool reçoit l'Incal lumière, une pyramide blanche aux pouvoirs extraordinaires, des mains d'un Berg (extraterrestre venu d'une autre galaxie) mourant. L'Incal est recherché par de nombreuses factions qui veulent l'utiliser pour leur intérêt propre : les Techno-Technos (une secte de scientifiques) ; le Préz et ses bossus (le Prez est le chef d'État-dictateur de la planète) ; l'Impéroratriz : chef androgyne (siamois homme-femme relié par le dos) de la galaxie et les Bergs. En s'échappant, Difool se retrouve entraîné malgré lui dans une aventure qui le dépasse totalement et qui le transforme en sauveur de deux galaxies.

### Personnages
- John Difool, « détective privé minable de classe (R) », surnommé JDF par ses compagnons d'aventure et amis. L'histoire de John Difool nous est présentée en détail dans Avant l'Incal. C'est le fils caché de l'une des prostituées de l'anneau rouge. Il a fait ses classes en tant que détective de classe (R) dans une enquête visant à déterminer le sort des enfants des prostituées de l'anneau rouge. Cette enquête l'a emmené dans de très hautes sphères et lui a valu un remodelage mémoriel. C'est donc avec le cerveau parfaitement lessivé que John Difool entame les aventures de l'Incal.
- L'Incal, un être aux pouvoirs mystérieux et surpuissants composé de deux éléments, l'Incal lumière et l'Incal noir. Contrairement à ce que son nom suggère, l'Incal noir n'est pas maléfique. Il est par contre moins présent en tant que personnage à part entière. Plus qu'un simple être, l'Incal est une entité propre à chaque civilisation. Ainsi, l'Incal présenté dans la série est celui issu de l'âge d'or de la société humaine mais, dans La Cinquième essence 2 (tome 6), nous assistons au début du processus de création de l'Incal Berg.
- Deepo, la mouette à béton de John Difool (généralement plus intelligente et plus astucieuse que lui) qui acquiert la capacité de parler après que JDF lui a fait ingurgiter l'incal lumière pour le cacher dans le tome 1.
- Animah, gardienne de l'Incal lumière et mère de Solune incarne la paix et l'amour. Sous la demande de l'Incal, elle devra se faire passer pour une homéopute et devenir l'amante d'une nuit de John Difool. De cette union naîtra Solune dont elle confiera la garde au Méta-Baron. Plus tard, elle tombera amoureuse de ce John Difool qu'elle méprisait a priori et ce malgré les convoitises du Méta-Baron.
- L'androgyne Solune, l'enfant adoptif du Métabaron et le fils biologique d'Animah et de John Difool. Comme sa mère, Solune dispose de puissants pouvoirs psychiques et se trouve être une sorte de « prophète » de l'incal.
- Le Méta-Baron, un tueur connu comme le plus grand chasseur de primes de tout le système de naissance de JDF. C'est à lui qu'est revenu la tâche d'élever l'androgyne Solune, fils d'Animah et de John Difool.
- Tanatah, gardienne de l'incal noir et sœur d'Animah. C'est elle qui capture le fils adoptif du Méta-Baron, Solune, pour le contraindre à tuer John Difool et lui ramener son corps ainsi que l'Incal lumière (il l'a en sa possession jusqu'à la fin du tome1). Elle est à la tête de l'Amok, un groupe de parias rebelles au pouvoir central.
- Kill tête de chien, un mercenaire employé par Tanatah. Il garde une haine tenace contre John Difool depuis qu'il lui a percé l'oreille.
- Le Prez, président du système, maintes fois cloné et membre de la caste des aristos.

## Inspiration
L'histoire de l'Incal est construite autour de notions d'alchimie. En effet, les titres des albums y font tous référence :
- l’œuvre au blanc pour « l'Incal lumière », l’œuvre au noir pour « l'Incal noir » sont les deux premières phases du Grand Œuvre ,
- « Ce qui est en bas » et « Ce qui est en haut » sont des concepts issus de la méthode alchimique de l'analogie,
- « La cinquième essence », ou quintessence, (voir les découvertes scientifiques des alchimistes) vient compléter les Quatre éléments de Platon (terre, eau, air, feu).

Dès le premier album, John Difool se subdivise entre ces quatre éléments.
La dernière page de « La cinquième essence » évoque le personnage d'ORH, l'or étant l'étape ultime de la transmutation des métaux.
De son côté, le personnage d'Animah puise son inspiration dans l'anima de Carl Gustav Jung, qui représente le côté féminin de chaque homme (l'animus étant le côté masculin). Jung est lui-même connu pour s'être intéressé à la relation entre psychanalyse et alchimie.
L'inspiration est par ailleurs d'ordre cabbalistique ou du moins basée sur des notions d’hébreu. Le personnage « OHR » est l'incarnation de la lumière (hébreu: ohr, אור), et on accède à lui par le stade spirituel supérieur du « DAATH » (hébreu: daath, דַעַת = savoir, connaissance).

## Autour de la série
La série est un mélange de space opera, de métaphysique et une satire de la société moderne en général et des pires défauts des êtres humains (souvent présentés par Difool lui-même). En effet, l'aspect grandiose des évènements est toujours contre-balancé par la lâcheté et l'égoïsme de Difool. À ce titre, on peut qualifier John Difool d'exemple type de l'anti-héros.
La bande dessinée L'Incal est le premier cycle de ce qui est devenu ensuite l'univers des Méta-Barons. Jodorowsky a continué la série avec Zoran Janjetov (John Difool avant l'Incal) et Juan Giménez (La Caste des Méta-Barons).
Le début de la série reprend plusieurs éléments de la bande dessinée The Long Tomorrow de Dan O'Bannon et Mœbius, créée en 1975 et 1976.
Séries dérivées
- Avant l'Incal
- Après l'Incal, abandonnée après le premier tome
- Final Incal, qui reprend le scénario de Après l'Incal
- La Caste des Méta-Barons
- Méta-Baron
- Les Technopères
- Megalex

## Publications

### Périodique
- Alexandro Jodorowsky (scénario) et Mœbius (dessin), Une aventure de John Difool, dans Métal hurlant :

58. Incal noir : Les Nuits de l’anneau rouge, décembre 1980.
59. Incal noir : Le Bal de l’incal, janvier 1981.
60. Incal noir : Son ophidité majeure, février 1981.
61. Incal noir : Techniques technos, mars 1981.
62. Incal noir : Méta–baron, avril 1981.
63. Incal lumière : Ove tenebrae, mai 1981.
64. Incal lumière : Panique sur l’extérieur interne, juin 1981.
65. Incal lumière : Animah !, juillet 1981.
66. Incal lumière : Neuraztenik class struggle, août 1981.
67. L’incal lumière : Imperoratriz, septembre 1981.
68. L’incal lumière : Lac d’acide, octobre 1981.
86. Ce qui est en bas : Les Psycho–rats, avril 1983.
87. Ce qui est en bas : À travers la décharge, mai 1983.
88. Ce qui est en bas : La Planète d’or, juin 1983.
89. Ce qui est en bas : Forêt de cristal, juillet 1983.
90. Ce qui est en bas : La Porte de la transfiguration, août 1983.
107-111. Ce qui est en haut, janvier-mai 1985.

### Albums
- Alexandro Jodorowsky (scénario) et Mœbius (dessin), Une aventure de John Difool, Les Humanoïdes associés, coll. « Eldorado » :

1. L'Incal noir, couleurs d'Yves Chaland, mai 1981.
2. L'Incal lumière, couleurs d'Isabelle Beaumenay-Joannet, janvier 1982[2].
3. Ce qui est en bas, couleurs d'Isabelle Beaumenay-Joannet, septembre 1983[3].
4. Ce qui est en haut, couleurs d'Isabelle Beaumenay-Joannet juin 1985.
5. La Cinquième Essence, 1re partie : Galaxie qui songe, couleurs de Zoran Janjetov, janvier 1988.
6. La Cinquième Essence, 2e partie : La Planète Difool, couleurs de Zoran Janjetov, juin 1988.

- Jean Annestay (avec Alexandro Jodorowsky, et Mœbius), Les Mystères de l'Incal, Les Humanoïdes Associés, novembre 1989.
- Alexandro Jodorowsky (scénario), Mœbius (dessin), et divers coloristes, L'Incal, Les Humanoïdes associés, 1998-1999. La série change de nom. Les sous-titres des tomes cinq et six apparaissent en couverture.
- Alexandro Jodorowsky (scénario), Mœbius (dessin) et Valérie Beltran (couleurs), L'Incal, Les Humanoïdes associés, 2003-2004. Édition recolorisée des six premiers tomes.

## Influences
La série est classée par certains dans le domaine de la science-fiction cyberpunk ; c'est le cas en 2020 de France Inter, qui la cite comme un exemple de bande dessinée de ce genre . En 2018, Le Point le classait dans sa sélection des « 7 indispensables de la BD de science-fiction », en précisant que selon ce même journal ce sont des œuvres emblématiques de la bande dessinée.
L'Incal est régulièrement cité aux côtés de Blueberry comme une œuvre phare de Mœbius, voire sert à rappeler qui était son dessinateur. Par la suite, à l'occasion de l'édition en intégrale de L'Incal, Le Progrès indique que cette série fait partie de l'une des plus célèbres « pépites » de la BD qu'a réalisé ce dessinateur. En 2014, le New York Times cite notamment L'Incal pour présenter des œuvres de Jodorowsky.
En 2019, le journal suisse Le Temps désigne L'Incal comme un « sommet de la bande dessinée ». La série est encore citée en 2020 par le journal français Sud Ouest parmi les « BD qui ont changé la BD », par BFM-TV comme un « monument du 9e art ». La même année, Les Échos le cite parmi « 10 BD qui ont battu des records de longévité », en précisant que cette série de six albums a eu une influence majeure dans le 9e art (la bande dessinée) ainsi que dans le 7e (le cinéma) et ce, y compris aux États-Unis. Le magazine américain Rolling Stone le classe en 2019 dans sa sélection des 50 meilleurs romans graphiques avec des non-super-héros (« The 50 Best Non-Superhero Graphic Novels »).

## Prix
- 1989 :  Prix Harvey de la meilleure édition américaine d'une œuvre étrangère pour L'Incal
- 1998 :  Prix Micheluzzi du meilleur volume (réédition) pour L'Incal lumière

### Documentation
- Jean Annestay (avec Alexandro Jodorowsky et Mœbius), Les Mystères de l'Incal, Les Humanoïdes Associés, novembre 1989.
- (en) Alex Hall, « Incal, The », dans M. Keith Booker (dir.), Encyclopedia of Comic Books and Graphic Novels, Santa Barbara, Grenwood, 2010, xxii-xix-763 (ISBN 9780313357466), p. 309-310.
- Maël Rannou, « Alejandro Jodorowsky et Mœbius : L'Incal, la BD qui modernisa le genre », Beaux Arts magazine, hors série : Les secrets des chefs-d'œuvre de la BD de science-fiction,‎ décembre 2016, p. 96-115 (ISBN 9791020403094)
- Paul Gravett (dir.), « De 1970 à 1989 : L'Incal », dans Les 1001 BD qu'il faut avoir lues dans sa vie, Flammarion, 2012 (ISBN 2081277735), p. 416.
- Alejandro Jodorowsky (int. par Jean-Marc Vidal), « Difool sentimental », BoDoï, no 33,‎ août-septembre 2000, p. 49-54.
- Joël Saucin, « La bande dessinée et ses symboles. Application de la pensée de C. G. Jung à l'interprétation des bandes dessinées », Recherches en communication, no 5,‎ 1996, p. 205-243